# Gyllentyrann
Gyllentyrann (Myiophobus flavicans) är en fågel i familjen tyranner inom ordningen tättingar.

## Utseende
Gyllentyrannen är trots namnet en rätt färglös olivgul tyrann med otydliga gulbruna vingband (som dock kan nästan saknas) och gulaktiga "glasögon". Den saknar ögonringen hos i övrigt liknande arten orangekronad tyrann.

## Utbredning och systematik
Gyllentyrann delas in i fem underarter:
- Myiophobus flavicans flavicans – förekommer i Anderna från Colombia till Ecuador och Peru (norr om Marañónfloden)
- Myiophobus flavicans perijanus – förekommer i nordvästra Venezuela (Sierra de Perija och Páramo de Tama)
- Myiophobus flavicans venezuelanus – förekommer i bergen i norra Venezuela (Táchira till Caracas och Miranda)
- Myiophobus flavicans caripensis – förekommer i kustnära berg i nordöstra Venezuela (Monagas och Sucre)
- Myiophobus flavicans superciliosus – förekommer i centrala Anderna i Peru (södra Amazonas till Cusco)

## Levnadssätt
Gyllentyrannen är en relativt vanlig fågel i molnskogar på mellan 1200 och 2700 meters höjd. Den ses enstaka eller i par i skogens lägre skikt, ibland som en del av artblandande kringvandrande flockar.

## Status och hot
Arten har ett stort utbredningsområde, men tros minska i antal, dock inte tillräckligt kraftigt för att den ska betraktas som hotad. Internationella naturvårdsunionen IUCN listar arten som livskraftig (LC).